# 클로이 파인먼
클로이 파인먼(Chloe Fineman, 1988년 7월 20일 ~ )은 미국의 배우, 작가, 코미디언이다. 2019년부터 《새터데이 나이트 라이브》 크루로 활동하고 있다.

## 출연 작품

### 영화
- 홈 팀 (2022)
- 신부의 아버지 (2022)
- 바빌론 (2022)

### 텔레비전
- 새터데이 나이트 라이브 (2019-현재) - 정식 크루